# Liriomyza kovalevi
Liriomyza kovalevi este o specie de muște din genul Liriomyza, familia Agromyzidae, descrisă de Zlobin în anul 1998. Conform Catalogue of Life specia Liriomyza kovalevi nu are subspecii cunoscute.